# Fagopyrum jinshaense
Fagopyrum jinshaense är en slideväxtart som beskrevs av Ohsako & Ohnishi. Fagopyrum jinshaense ingår i släktet boveten, och familjen slideväxter. Inga underarter finns listade i Catalogue of Life.